# Charles Urban
Pour les articles homonymes, voir Urban (homonymie).
Charles Urban est un producteur, réalisateur, directeur de la photographie et monteur américain né le 14 avril 1867 à Cincinnati, Ohio (États-Unis), décédé le 29 août 1942 à Brighton (Royaume-Uni).

## Biographie
En 1906, George Albert Smith et Charles Urban créent en Angleterre un nouveau procédé, le Kinémacolor qui recréée l'impression de couleurs (partielles) au cinéma. Commercialisé au début de l'an 1911, le procédé est utilisé dans quelque 250 films courts.
À Paris, en 1913, Charles Urban fait construire le Théâtre Édouard VII qui est d'abord une salle de cinéma utilisant le Kinémacolor. Il revend sa salle à Alphonse Franck l'année suivante.

## Filmographie

### comme producteur
- 1909 : The Airship Destroyer
- 1910 : The Electric Servant
- 1912 : A Country Holiday
- 1912 : With Our King and Queen Through India
- 1915 : Britain Prepared
- 1921 : The Four Seasons
- 1922 : Roving Thomas Sees New York
- 1922 : Roving Thomas on an Aeroplane
- 1922 : Roving Thomas on a Fishing Trip
- 1923 : Roving Thomas at the Winter Carnival
- 1923 : Roving Thomas in Chicago

### comme réalisateur
- 1902 : Le Sacre d'Edouard VII (The Coronation of Edward VII)
- 1903 : La Grande chasse au cerf (Deer Hunt in the South of France)
- 1905 : La Pêche au thon en Tunisie (Tunny Fishing in Tunisia)
- 1906 : Puck's Pranks on a Suburbanite
- 1909 : Marie Lloyd's Little Joke
- 1915 : Britain Prepared
- 1921 : Combatting the Elements
- 1921 : The Four Seasons

### comme directeur de la photographie
- 1921 : Combatting the Elements
- 1921 : The Four Seasons

### comme monteur
- 1916 : The Battle of the Somme